# Soliónoye (Krasnodar)
Soliónoye (del ruso: Солёное) es un selo del raión de Mostovskói del krai de Krasnodar, en Rusia. Está situada en la desembocadura del Soliónaya en el Andriuk, afluente del río Málaya Labá, constituyente del río Labá, de la cuenca del río Kubán, 41 km al sur de Mostovskói y 185 al sureste de Krasnodar, la capital del krai. Tenía 1 353 habitantes en 2010.
Pertenece al municipio Andriúkovskoye.

## Historia
La localidad fue fundada en 1861 por cosacos del Don y cosacos de la Línea del Cáucaso con el nombre Andriukovskaya (o Andriukskaya) e integrada en el otdel de Maikop del óblast de Kubán.